# Mount Nervo
Mount Nervo är ett berg i Antarktis. Det ligger i Västantarktis. Argentina, Chile och Storbritannien gör anspråk på området. Toppen på Mount Nervo är 1 070 meter över havet.
Terrängen runt Mount Nervo är huvudsakligen kuperad, men åt sydost är den platt. Trakten är obefolkad. Det finns inga samhällen i närheten.